# Ulrich Schmidt von Altenstadt
Ulrich Schmidt von Altenstadt, genannt Ulrich S. von Altenstadt oder Ulrich von Altenstadt (* 27. Mai 1928 in Insterburg, Ostpreußen), ist ein deutscher Architekt,  Stadtplaner und Autor. 

## Leben
Schmidt von Altenstadt ist Urenkel des Generalmajors Eduard Schmidt von Altenstadt, Neffe des Generalmajors Hans Georg Schmidt von Altenstadt sowie zweiter Sohn des Landwirts und Reserveoffiziers Sigmund Schmidt von Altenstadt (1899–1962) und dessen Ehefrau Margarethe, geborene Bogun von Wangenheim aus Berlin (* 1899). Er wuchs auf einem großen Gutsbetrieb in der Landgemeinde Medunischken auf und nahm ab 1943 als Flakhelfer und 1944/1945 als Soldat am Zweiten Weltkrieg teil. Dabei erlebte er den Untergang Danzigs.
1947 legte er in Soest sein Abitur ab. Danach durchlief er Praktika bzw. Lehren als Holzschnitzer, Zimmermann und Drucker (Grafikdrucker). Zum Wintersemester 1948 nahm er an der RWTH Aachen ein Architekturstudium auf, das er 1953 mit Diplom abschloss. Am dortigen Lehrstuhl für Kunstgeschichte arbeitete er unter Hermann Beenken als studentische Hilfskraft. In der Studentenverbindung Corps Marko-Guestphalia Aachen, in die er 1950 eingetreten war, freundete er sich 1951 mit Eckhard Schulze-Fielitz an. Im Sommersemester 1952 erarbeiteten beide im Rahmen eines Wettbewerbs einen Entwurf für ein Rathaus in Lüdenscheid, das sie als zwölfgeschossiges Scheibenhochhaus in Stahlbeton und Skelettbauweise konzipierten.
Nach kurzen Tätigkeiten beim Rijksgebouwdienst in Den Haag und im Architekturbüro von Wilhelm Wortmann in Bremen trat Schmidt von Altenstadt 1953 als Mitarbeiter in das Büro Suter + Suter in Basel ein. Bald darauf wechselte er nach Karlsruhe in das Büro von Egon Eiermann. In Karlsruhe bewohnten er und Eiermanns Mitarbeiter Peter von Seidlein das ehemalige Wohn-Atelier Eiermanns. In dieser Zeit bearbeitete er mit von Seidlein, Schulze-Fielitz, Ernst Jung (1921–2010) und Flavio Emery mehrere Wettbewerbe, so 1954 zusammen mit Schulze-Fielitz und Emery einen Entwurf im Wettbewerb um ein Plenargebäude für den Niedersächsischen Landtag zu Hannover, bei dem sie mit einem von sechs 2. Ankäufen und einem Preisgeld von 4000 DM einen Erfolg feiern konnten. Beim ebenfalls 1954 bearbeiteten Wettbewerb um eine Stadt- und Ausstellungshalle in Wiesbaden konnten Schmidt von Altenstadt und Schulze-Fielitz einen mit 3000 DM dotierten 4. Preis erringen. Mit einem Wettbewerbsbeitrag zum Landtag in Stuttgart errangen von Seidlein und Schmidt von Altenstadt gar den 1. Preis und erhielten dafür 20.000 DM.

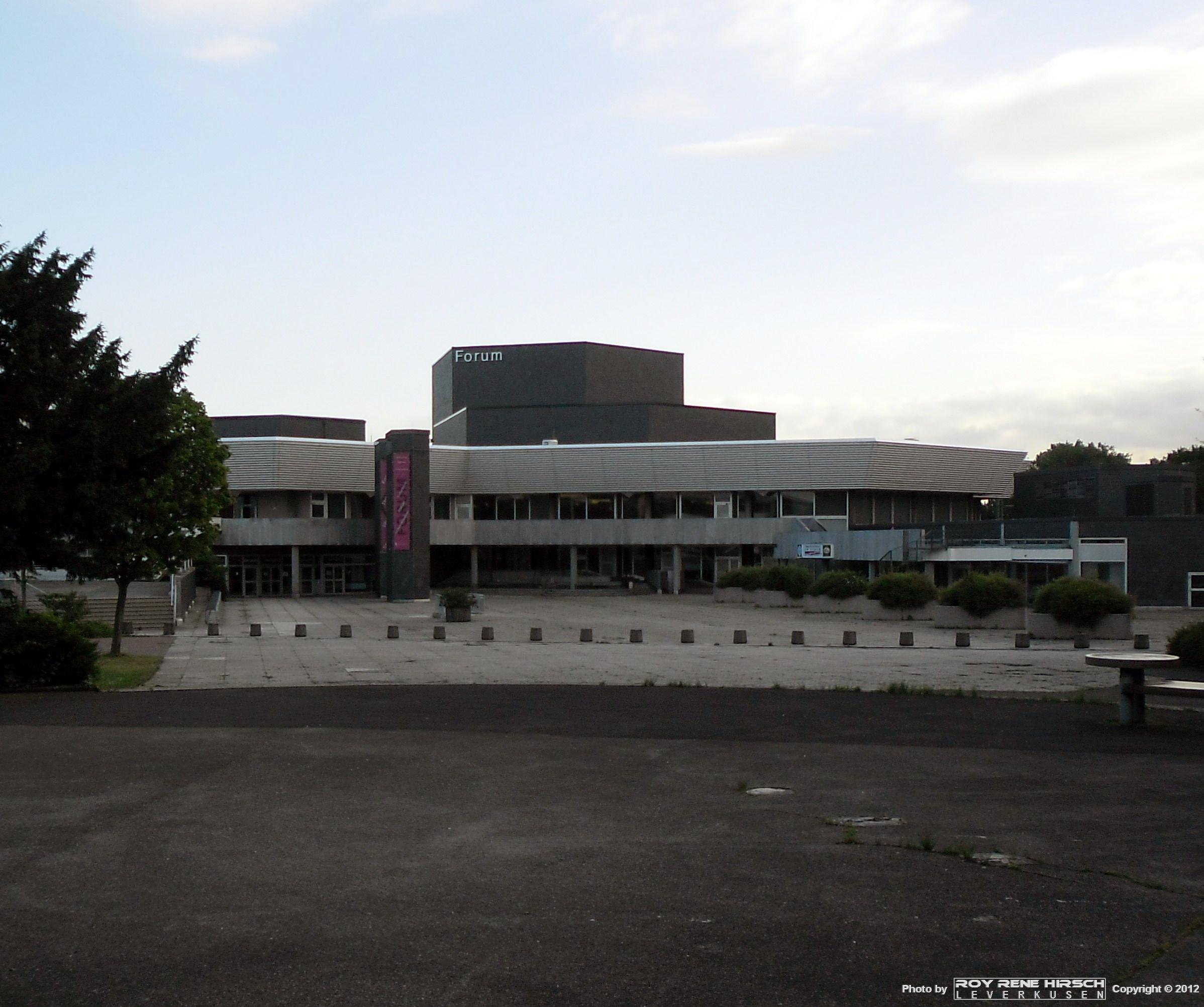
Forum in Leverkusen, 2012

Am 1. April 1955 gründete Schmidt von Altenstadt zusammen mit Schulze-Fielitz und Ernst von Rudloff ein Architekturbüro in Essen, einer im „Wirtschaftswunder“ boomenden Industriestadt mit damals knapp 680.000 Einwohnern. Einen ersten Erfolg verbuchte die Architektengemeinschaft 1956 mit einem 2. Preis und dem Auftrag zum Bau des Landeshauses Köln. 1958/1959 trennte sich die Architektengemeinschaft. Schmidt von Altenstadt eröffnete anschließend ein eigenes Büro in Essen, mit dem er sich weiterhin erfolgreich an Wettbewerben beteiligte. 1968 verlegte er es nach Leverkusen, wo bis 1969 das von ihm als strukturalistisches Polygon entworfene, heute unter Denkmalschutz stehende Kulturzentrum Forum als erster Teil eines neuen Stadtzentrums im Stadtteil Wiesdorf entstand.
1965 gehörte er zu den Unterzeichnern der von der SPD herausgegebenen Bochumer Erklärung „Zu einer zeitgemäßen Organisation unseres Lebensraumes“. Er betätigte sich als Preisrichter für den Bund Deutscher Architekten und die Architektenkammer Nordrhein-Westfalen, ab 1976 auch als Mitglied des Redaktionsausschusses der Zeitschrift Der Architekt. Darüber hinaus engagierte er sich als Stadtplaner in Leipzig und im Gestaltungsbeirat der Stadt Halle an der Saale. Seine biografischen Arbeiten über seinen Onkel, den Generalmajor Hans Georg Schmidt von Altenstadt (1904–1944), erschienen 2014 und 2016.
Schmidt von Altenstadt war zwei Mal verheiratet, hat drei Kinder und zwei Stiefkinder und lebt in Münster und Leipzig. Sein Vorlass wird vom Archiv für Architektur und Ingenieurbaukunst NRW betreut.

## Veröffentlichungen (Auswahl)
- Kulturzentrum Leverkusen. In: Bauwelt, Jahrgang 1961, Heft 23, S. 662–663.
- Denkformen im Bauen. In: Der Monat, 15. Jahrgang, 1962, Heft 171.
- Städtebau zwischen Emotion und Wissenschaft. In: Merkur, 18. Jahrgang, 1964, S. 720–738.
- Eine städtische Mitte für Castrop-Rauxel. In: Bauwelt, Jahrgang 1978, Heft 27/28, S. 1042–1049.
- Utopien von gestern. In: Der Architekt, Jahrgang 1983, Heft 32, S. 254–259.
- Das Instrument Wettbewerbswesen. In: Minister für Landes- und Stadtentwicklung Nordrhein-Westfalen (Hrsg.): Architektur des Staates. Eine kritische Bilanz staatlichen Bauens in Nordrhein-Westfalen von 1946 bis heute. Kleve 1984.
- Kostensenkung durch Umnutzung alter Bausubstanz : Ergebnisbericht, Abschlußbericht. Bauforschungsberichte des Bundesministers für Raumordnung, Bauwesen und Städtebau, Band 2095, IRB-Verlag, Stuttgart 1988.
- Kostensenkung durch Umnutzung alter Bausubstanz. Schriftenreihe Forschung des Bundesministers für Raumordnung, Bauwesen und Städtebau, Band 469, Bonn-Bad Godesberg 1989.
- mit Christoph Bauer: Hans Georg Schmidt von Altenstadt – 1904–1944. Epubli, Berlin 2014, ISBN 978-3-8442-8477-5.
- mit Christoph Bauer (Hrsg.): Eid und Gewissen. Zwischen Hitlers Mühlsteinen. Recherchen zur Geschichte des Generalstabsoffiziers Hans Georg Schmidt von Altenstadt. Epubli, Berlin 2016, ISBN 978-3-7375-8594-1.
- mit Christoph Bauer (Hrsg.): Meine Mutter sagte: Du bist ein Glückskind. Epubli, Berlin 2018, ISBN 978-3-7467-1302-1.